# 현풍 김씨
현풍 김씨(玄風金氏)는 대구광역시 달성군 현풍면을 본관으로 하는 한국의 성씨이다.
시조 김수(金修)는 신라 경순왕의 후손이며, 조선의 족친위장(族親衛將)을 지냈다.

## 참고 자료
- “현풍김씨(玄風金氏)”. 뿌리를 찾아서.[깨진 링크(과거 내용 찾기)]